# Gordon Sinclair
Gordon Leonard Sinclair (Eastbourne, 15 agosto 1916 – 26 giugno 2005) è stato un aviatore e ufficiale britannico, asso dell'aviazione durante la seconda guerra mondiale con 10 vittorie confermate.

## Biografia
Nacque a Eastbourne il 15 agosto 1916, figlio di un ufficiale del Reggimento di cavalleria "Dragoni d'Inniskilling" rimasto ferito nel 1915, in piena Grande Guerra. Seguì gli studi presso il locale college e nel 1935 entrò successivamente nell'esercito, assegnato all'artiglieria, transitando in forza alla Royal Air Force nel marzo del 1937. Dopo aver conseguito il brevetto di pilota militare fu assegnato al No.19 RAF Squadron,  il primo reparto da caccia ad essere equipaggiato con i nuovi Supermarine Spitfire. Durante il suo primo volo sul velivolo, il 16 agosto del 1938,, in fase di atterraggio all'aeroporto di Duxford, perse, per un guasto la gamba destra del carrello d'atterraggio, cappottandosi ma riuscì ad uscire illeso dall'aereo incidentato.

### La seconda guerra mondiale
Dopo il periodo della phoney war fu di servizio di scorta ai convogli che salpavano dalla costa est dell'Inghilterra, e nel 1940 il No.19 Squadron fu inviato presso Hornchurch per proteggere le operazioni di evacuazione del contingente britannico in Francia a Dunkerque (Operazione Dynamo). 
Il 26 marzo 1940 affrontò alcuni Messerschmitt Bf 109 durante la prima missione sopra Dunkerque, riuscendo ad abbatterne uno, e ne abbatte un altro in quello stesso giorno nel corso della seconda sortita, ma tale vittoria non poté essere confermata. Il giorno dopo conseguì due vittorie abbattendo altrettanti bombardieri, ma anche queste vittorie non gli furono accreditate. Il 1 giugno conseguì tre vittorie a spese di un Bf 109 e due bombardieri, mentre un altro Bf 109 gli fu assegnato in condivisione con altri piloti. Diventato un Asso verso la fine dell'evacuazione, alla fine di giugno fu decorato con la Distinguished Flying Cross.
Durante il corso della Battaglia d'Inghilterra gli fu affidato il comando della Flight A del No.310 Squadron, la prima unità composta da piloti cecoslovacchi equipaggiata con gli Hawker Hurricane. Il 9 settembre 1940, mentre attaccava un bombardiere Dornier Do 17, a sud di Londra, si scontrò in volo con un altro Hurricane e fu costretto a lanciarsi con il paracadute, ferendosi ad una gamba.
All'inizio del 1941 gli fu conferita la Croce di guerra Cecoslovacca, e nel maggio di quello stesso anno assunse il comando del nuovo No.313 Squadron formato anch'esso da piloti cecoslovacchi. Basato in un aeroporto della Cornovaglia il nuovo reparto iniziò ad operare in pattugliamenti offensivi, e in missioni di scorta ai bombardieri, nel nord-est della Francia. Verso la fine dell'anno fu trasferito alla direzione delle operazioni dei reparti da caccia presso l'Air Ministry.
Nel settembre 1943 assunse il comando del No.56 Squadron equipaggiato con i potenti caccia Hawker Typhoon F.Mk.1, presto convertiti al ruolo di appoggio tattico.
Nell'aprile del 1944 fu promosso Wing Commander entrando nel comando del No.84 Wing (Stormo), per poi tornare al Ministero dell'aviazione come specialista delle operazioni dei caccia.

### Dopoguerra
Dopo la fine del conflitto lavorò per due anni come segretario personale del Segretario di stato per l'aviazione, il Visconte di Stansgate, e poi per altri due anni ad Aden. Dopo aver frequentato il corso presso il RAF Staff College, ricoprì altri incarichi presso il Ministero dell'aviazione, e poi per due anni fu consulente per l'aviazione presso il governo libanese.
Tornato in Patria nel 1955, servì presso il Centro di controllo caccia del settore dello Yorkshire,  ritirandosi dal servizio nel 1957. Lasciata la carriera militare lavorò per due anni presso la Morgan Croucible, e quindi si impegnò nell'industria siderurgica, divenendo nei primi anni sessanta vice direttore della British Steel Export Association, lasciando l'incarico nel 1972 quando il settore fu nazionalizzato. Andò quindi a lavorare in Francia fino al suo definitivo pensionamento, e fu anche direttore della Royal Society for the Prevention of Accidents.
Insignito dell'ordine di Re Giorgio di Podograd dal governo ceco per il suo impegno nella seconda guerra mondiale a fianco dei piloti cechi, si spense il 26 giugno 2005.

## Onorificenze

### Onorificenze estere
- Medaglia al merito militare (Cecoslovacchia)
- Ordine di Re Giorgio di Poděbrady (Repubblica Ceca)

### Annotazioni
1. ↑  Assegnato alla Batteria A della Honourable Artillery Company.
2. ↑  In quella giornata di intensi combattimenti il No.19 Squadron perse cinque aerei.
3. ↑  Quando prese terra fu raggiunto da un suo vecchio compagno di scuola, che prestava servizio nelle Irish Guard, che gli disse. Buon Dio, Gordon, che ci fai qui?. Portato presso la mensa ufficiali di Caterham non gli fu permesso di mangiare in quanto indossava la tuta di volo sopra un pigiama, e secondo il regolamento risultava impropriamente vestito.
4. ↑  Durante la sua permanenza al Ministero svolse per qualche tempo il ruolo di ufficiale di collegamento con il comando dell'8ª US Air Force, tenendo conferenze sulle tattiche di combattimento.
5. ↑  Tale reparto effettuò numerose incursioni contro le basi di lancio delle bombe volanti V1 situate nel passo di Calais.
6. ↑  Nel 1952 sposò Lady Bridget Fortescue, figlia del sesto Conte di Fortescue, morta nel 2002. La coppia ebbe quattro figli, due maschi e due femmine.

### Fonti
1. 1 2  Price 1996, p. 8.
2. 1 2 3 4 5 6 7 8 9 10 11   Necrologio di Gordon Sinclair, su telegraph.co.uk. URL consultato il 9 luglio 2005.
3. 1 2  Lewis 1968, p. 19.
4. ↑  (EN) John Dibbs, Tony Holmes, Spitfire: Flying Legend, Osprey Publishing, 2000, ISBN 1-84176-210-5.
5. 1 2 3  Lewis 1968, p. 97.
6. 1 2  Lewis 1968, p. 35.
7. ↑  The London Gazette, 25 giugno 1940, pag.3862.